# 工藤沙貴
工藤沙貴（くどう さき、1990年5月19日 - ）は、北海道札幌市出身の声優・舞台俳優・ラジオパーソナリティ・歌手・タレント。愛称はさきてぃー。
声優専門学校卒業後、東京の養成所を経てハートビットに所属し札幌を中心に活動を行った。2018年6月のハートビット破産後は同年9月から翌年5月までバリオンに所属した後、6月より東京での活動を開始し8月にstudio A-CATに入所。

## 人物
- 趣味:料理、読書、一人カラオケ
- 特技:早口言葉、前屈、おじさんの似顔絵
- 好きな食べ物:ザンギ、いももち、チョコレート
- 嫌いな食べ物:きゅうり
- 好きな言葉:「謙虚さと貪欲さと」

## 出演

### テレビアニメ
- フランチェスカ（2014年、小奴）
- 櫻子さんの足下には死体が埋まっている（2015年、ノン）

### Webアニメ
- ジンギスカンのジンくん（2017年、カンくん） - 「タテアニメ」内
- バイト先は「悪の組織」!?（2017年、蒼倉宗二） - 「タテアニメ」内

### ゲーム
- ユバの徽（ガリヤ、ザーフェ[4][5]）
- あいこれ（桜井ちさと）
- 電車でGO!!はしろう山手線（日本語女性自動放送）

### ラジオ
- AV Music Channel(AIR-G' 2009年 - 2012年3月・2014年3月 - 2015年)
  - AV Music Channel Presents プリキュア☆ヒストリー（2011年12月）
- フランチェスカナイト（FMノースウェーブ 2015年2月 - 2016年1月）
- まじぱ！らじお（FMノースウェーブ 2016年10月 - 2017年12月）

### テレビドラマ
- チャンネルはそのまま!（2018年、北海道テレビ放送）

### 舞台
- コンカリーニョ満10歳記念yearプロデュース演劇公演　第2弾『親の顔が見たい』（2016年10月27日 - 30日、札幌・コンカリーニョ） - 戸田先生役
- イレブンナインプレゼンツ新人公演『イージー・ライアー2017』（2017年2月8日 - 12日、札幌・演劇専用小劇場BLOCH）
- イレブンナイン短いはなしシリーズ『分泌指南 vol.2』（2017年4月19日 - 23日、札幌・演劇専用小劇場BLOCH)
- myagola『やんなるくらい自己嫌悪』（2017年11月9日 - 12日、札幌・サンピアザ劇場）
- 札幌演劇シーズン2018冬 イレブンナイン公演『サクラダファミリー』（2018年1月20日 - 28日、札幌・コンカリーニョ）
- アリスインプロジェクト『ダンスライン♪SAPPORO[6]』（2018年4月25日 - 29日、札幌・コンカリーニョ） - 桜日和 役

## ナレーション
- USEI「ゴープラ幸手店」ラジオCM
- サツドラホールディングス「エゾカ×dポイント貯まる編」CM
- リクルート北海道じゃらん「北海道じゃらん」CM
- ナリス化粧品「De I'm」CM
- 石屋製菓「美冬 ゆず」CM
- 網走ビール「流氷ドラフト」CM
- ちょんまげ「とんでけ!ため息ちゃん」ウェブCM